# New Hampshire Public Radio
New Hampshire Public Radio (NHPR) ist das Public Radio Network des US-Bundesstaates New Hampshire mit Sitz in Concord. Das Network deckt mit sieben Sendern und sechs Umsetzern fast den ganzen Staat New Hampshire ab. Alle Stationen übertragen das gleiche Programm: wochentags ein Mix eigener aktueller Beiträge und NPR News und Talk sowie am Wochenende Musik- und Kulturprogramme. NHPR betreibt eine der größten Nachrichtenredaktionen des US-Bundesstaates und ist der einzige Anbieter, der eigene Radio-Nachrichten für New Hampshire produziert.

## Stationen
| Standort                      | UKW-Frequenz | Rufzeichen | Sendestart       |
| ----------------------------- | ------------ | ---------- | ---------------- |
| Concord (Flaggschiff-Station) | 89.1 MHz     | WEVO       | 4. August 1981   |
| Hanover                       | 91.3 MHz     | WEVH       | Oktober 1993     |
| Keene                         | 90.7 MHz     | WEVN       | April 1994       |
| Gorham                        | 107.1 FM     | WEVC       | Mai 1995         |
| Jackson                       | 99.5 FM      | WEVJ       | 14. August 2002  |
| Nashua                        | 88.3 FM      | WEVS       | 9. August 2005   |
| Colebrook                     | 90.3 FM      | WEVF       | 26. April 2011   |
| Littleton                     | 91.9 FM      | WEVQ       | 18. Oktober 2011 |